# Hannie Schaft
Jannetje Johanna Schaft, detta Hannie (pron. /'hani sxaft/; Haarlem, 16 settembre 1920 – Overveen, 17 aprile 1945), è stata una partigiana olandese, considerata tra i "simboli" della resistenza olandese durante l'occupazione nazista dei Paesi Bassi nel corso della seconda guerra mondiale.
Soprannominata la "ragazza dai capelli rossi" e membro di un gruppo di idee vicine al comunismo, morì fucilata dalle truppe naziste.
Alla sua vita sono stati dedicati alcuni romanzi e alcuni film.

## Biografia

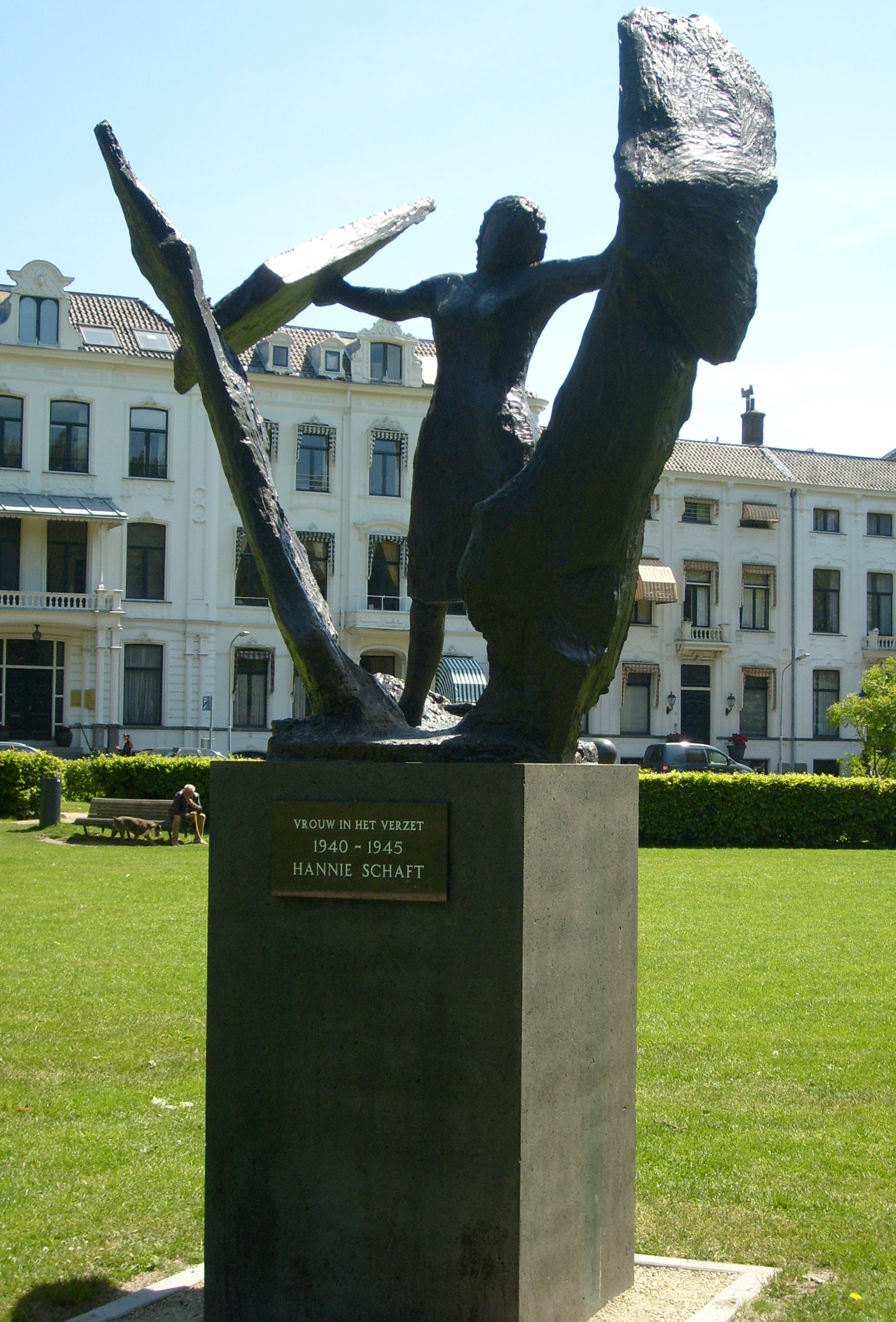
Monumento in onore di Hannie Schaft

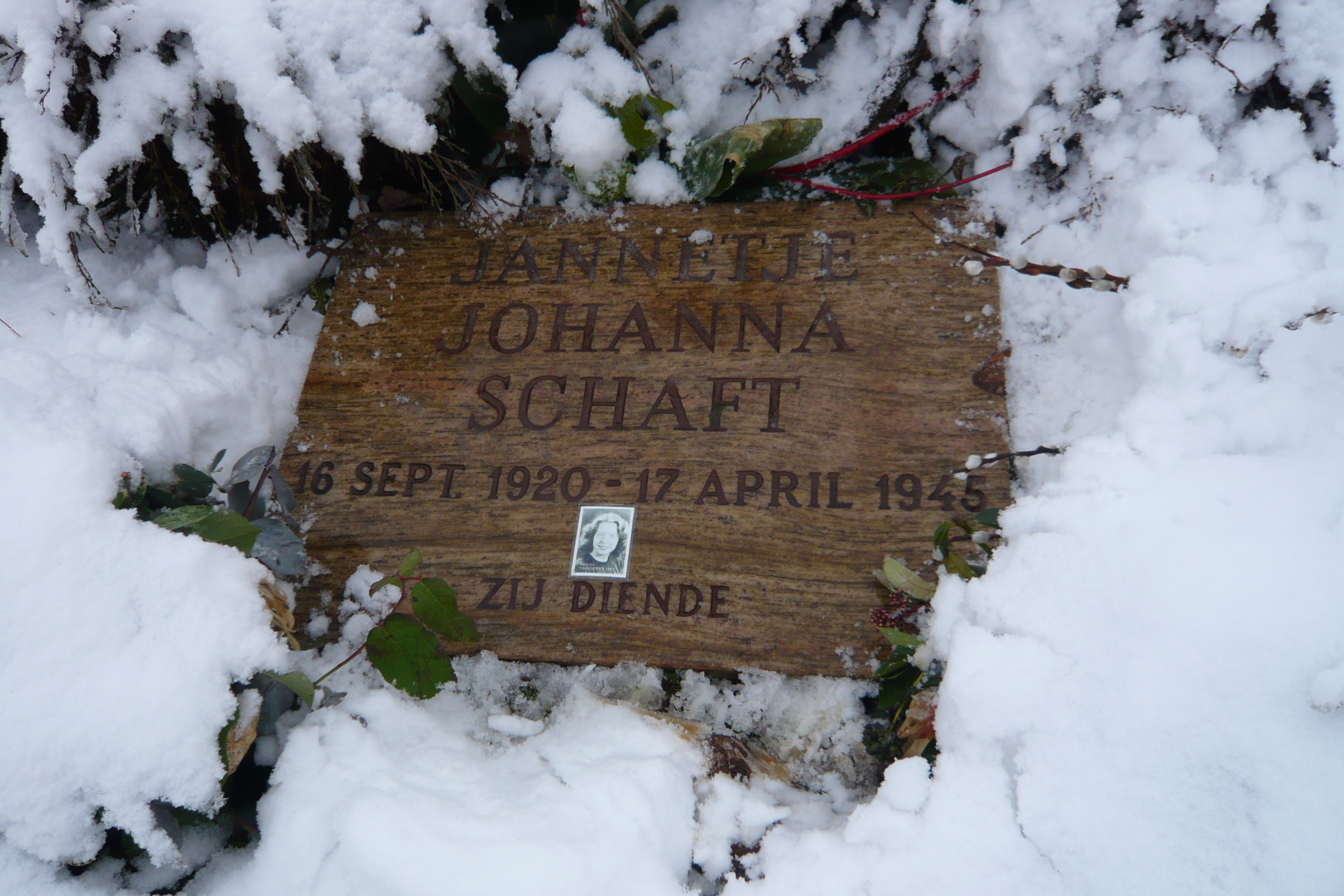
Tomba di Hannie Schaft a Bloemendaal

Jannetje Johanna Schaft era nata a Haarlem il 16 settembre 1920, seconda figlia dell'insegnante Pieter Schaft e Aalje Talea Johanna Vrijer.
Da ragazzina frequentò la Tetterodeschool di Haarlem. Diplomatasi nel 1937/ 1938, si iscrisse all'Università di Amsterdam.
Durante gli anni dell'università, divenne una tra le principali esponenti dell'Amsterdamse Vrouwelijke Studentenvereeniging, il movimento femminile studentesco di Amsterdam.
Nel 1940, quando i Paesi Bassi erano già occupati dalle truppe tedesche, andò a vivere insieme alle sue amiche Nellie Luyting e Annie van Calsum in appartamento al nr. 59 di Michelangelostraat, nel quartiere di Amsterdam-Zuid. Nel frattempo, iniziava a maturare in lei un sentimento di odio verso le truppe di occupazione.
Dopo aver fatto ritorno a Haarlem, nel 1943 si unì ad un gruppo di partigiani di idee vicine alla sinistra, il Raad van Verzet (RVV), guidato da M.A.F. "Frans" van der Wiel. In seguito, si unì ad un altro membro del gruppo, Jan Bonekamp di IJmuiden: insieme a Boonenkamp e a Jan Brasser, la Schaft intraprese la sua prima grossa azione il 27 novembre 1943, azione che prevedeva lo spegnimento della centrale elettrica di Velsen-Noord.
Nel gennaio 1944, la Schaft partecipò al sabotaggio del "Cinema Rembrandt" di Haarlem, dove venivano proiettati film di propaganda nazista.
L'8 giugno dello stesso anno, la Schaft partecipò assieme a Bonekamp all'attentato di Piet Faber (padre di Klaas Carel Faber), un olandese che collaborava con i nazisti.
Tredici giorni dopo, la Schaft sparò al comandante di polizia W. Ragut, poi colpito a morte da Bonekamp, che però - a differenza della Schaft, che riuscì a fuggire - fu arrestato dalla polizia tedesca.
In seguito, la Schaft condusse le proprie azioni assieme alla scultrice e pittrice Truus Oversteegen, con la quale il 1º marzo 1945 uccise l'ispettore di polizia J. Zierikzee.
Il 21 marzo 1945, la Schaft, dopo aver fallito assieme ad Oversteegen l'attentato alla Sig.ra Sievel (che si salvò per via della sua folta pelliccia), si mise in viaggio con una pistola nascosta in alcuni giornali illegali in direzione di IJmuiden, ma una volta giunta a Haarlem-Noord, fu arrestata dalle truppe tedesche.
Dopo essere stata trasferita nella prigione di Amsterdam, il 17 aprile 1945 fu condotta nelle dune di Overveen, nel comune di Bloemendaal, dove fu fucilata da un plotone d'esecuzione guidato da Willy Lages.
Terminata la guerra, il 27 novembre 1945, le sue spoglie mortali furono deposte assieme a quelle di altri 421 membri della resistenza a Bloemendaal, dove fu eretto un monumento in loro onore.

## Riconoscimenti
- Croce della Resistenza Olandese (Verzetskruis)

## Trasposizioni letterarie della vita di Hannie Schaft
- Het meisje met het rode haar. Roman uit het verzet 1942-1945 ("La ragazza dai capelli rossi. Romanzo della resistenza 1942-1945"), romanzo biografico di Theun de Vries del 1956[6]
- Alla vita di Hannie Schaft è ispirato anche il romanzo di Harry Mulisch del 1982 De aanslag.[7]

## Trasposizioni cinematografiche della vita di Hannie Schaft
- La ragazza dai capelli rossi (Het meisje met het rode haar), film del 1981 basato sul romanzo di De Vries, diretto da Ben Verbong e con protagonista Renée Soutendijk nel ruolo di Hannie Schaft.[8]
- Assault (De aanslag), film del 1986 diretto da Fons Rademakers e basato sul romanzo di Harry Mulisch De aanslag[7][9]